# Jacobo I de Inglaterra y VI de Escocia
Jacobo Carlos Estuardo (en inglés James Charles Stuart ; Edimburgo, 19 de junio de 1566-Theobalds House, 27 de marzo de 1625) fue rey de Escocia como Jacobo VI desde el 24 de julio de 1567 hasta su muerte y rey de Inglaterra e Irlanda como Jacobo I desde el 24 de marzo de 1603 hasta su fallecimiento en 1625. Los reinos de Escocia e Inglaterra eran Estados soberanos, separados en ese momento, que contaban con sus propios parlamentos, poder judicial y conjunto de leyes, y que pasaron a ser gobernados por un mismo soberano, en virtud de una unión personal, utilizando una forma de gobierno similar al régimen polisinodial.
Hijo de María I de Escocia (María Estuardo), fue proclamado rey con un año de edad. Una serie de regentes gobernaron en su nombre y lucharon por el poder durante su minoría de edad, hasta que esta terminó oficialmente en 1578. Sin embargo, no obtuvo el control verdadero del aparato del Estado hasta 1581. En 1603 sucedió en el trono de Inglaterra e Irlanda a la última Tudor, la reina Isabel I, quien murió sin descendencia. Rigió conjuntamente Inglaterra, Escocia e Irlanda por espacio de 22 años, hasta su muerte a los 58 años.
Aunque gobernó con acierto en Escocia, se encontró con grandes dificultades en Inglaterra, incluyendo el célebre Complot de la Pólvora de 1605 y conflictos sucesivos con el Parlamento, que le era hostil, especialmente en lo referente al aumento de impuestos. De acuerdo a una tradición historiográfica iniciada a mediados del siglo XVII, la política absolutista de Jacobo, su irresponsabilidad financiera y los favores otorgados a favoritos impopulares sentaron las bases de la Revolución inglesa, durante la cual su hijo y sucesor, Carlos I, fue ejecutado. Sin embargo, la situación política de Inglaterra y de Escocia fue relativamente estable durante la vida del monarca, y los historiadores contemporáneos consideran a Jacobo como un soberano inteligente y reflexivo. Durante su prolongado reinado se mantuvo la paz con España, reanudando las hostilidades su hijo y sucesor Carlos.
A lo largo de su vida Jacobo tuvo relaciones tan estrechas con los hombres de su corte, que muchos historiadores han especulado y debatido largo y tendido sobre su orientación sexual: 

La evidencia de su correspondencia y los testimonios contemporáneos han llevado a algunos historiadores a concluir que Jacobo I era homosexual o bisexual. Pero, de hecho, esta conclusión no está clara.

 El último de sus favoritos, el duque de Buckingham, también sería el protegido de su hijo.
Durante su reinado continuó la "Era Dorada" del drama y la literatura isabelinos, con grandes escritores como William Shakespeare, John Donne, Ben Jonson o Francis Bacon, a los que el rey patrocinó, contribuyendo al florecimiento cultural. Apasionado por la teología, ordenó la traducción de la Biblia que lleva su nombre, la King James, y es la oficial de la Iglesia Anglicana. Probablemente jamás hubo tal concentración de talento literario bajo el patronazgo de la Corona inglesa. El propio Jacobo era un erudito de considerable talento, autor de poesías, traducciones y un tratado sobre poesía, así como obras condenando la brujería y el tabaco (Daemonologie [1597] y A Counterblaste to Tobacco [1604]), meditaciones y comentarios sobre las Sagradas Escrituras, obras de teoría política (The True Law of Free Monarchies [1598] y Basilikon Doron [1599]) y, por supuesto, discursos para el Parlamento. Anthony Weldon afirmó que Jacobo había sido llamado "el bobo más sabio de la Cristiandad", y desde entonces se ha asociado el epíteto a este monarca.

## Primeros años

### Nacimiento
Jacobo fue el único hijo de María I Estuardo, reina de Escocia, y de su segundo marido Enrique Estuardo, lord Darnley, duque de Albany, al que sus contemporáneos tildaban de atolondrado, cobarde y pretencioso. Descendía directamente del rey Enrique VII de Inglaterra a través de su bisabuela Margarita Tudor, hija de este monarca y hermana de Enrique VIII. El dominio de María Estuardo sobre Escocia fue inseguro, tanto para ella como para su marido, y por ser católicos se encontraron con una rebelión de los nobles protestantes. Su matrimonio fue particularmente turbulento, en parte debido a los celos patológicos de Darnley. Mientras María Estuardo estaba embarazada del futuro Jacobo VI, lord Darnley se alió en secreto con los rebeldes e hizo asesinar de una manera salvaje, y en presencia de su reina y esposa, al secretario y favorito de esta, el perfumado italiano David Rizzio.
Jacobo nació el 19 de junio de 1566 en el castillo de Edimburgo, convirtiéndose automáticamente en duque de Rothesay y príncipe y Alto Senescal de Escocia, como heredero de la Corona fue bautizado con el nombre de Jacobo Carlos en honor a su padrino, el rey Carlos IX de Francia, por lo que sería el primer monarca británico en tener más de un nombre. Isabel I de Inglaterra, como madrina in absentia, envió una magnífica fuente de oro como regalo de bautismo.
Lord Darnley y su amante fueron asesinados el 10 de febrero de 1567 en su residencia de Kirk O'Field, la casa de los Hamilton en Edimburgo. Parece ser que fue la venganza de la Reina por haber asesinado a su secretario. El matrimonio de María el 15 de mayo del mismo año con James Hepburn, conde de Bothwell, que era el más evidente sospechoso del asesinato del duque de Albany, hizo aumentar los recelos y su impopularidad. En junio de 1567, los rebeldes protestantes arrestaron a María y la encarcelaron en el Castillo de Loch Leven; nunca volvió a ver a su hijo. Fue obligada a abdicar el 24 de julio en favor del infante Jacobo, y a nombrar a su medio hermano ilegítimo, Jacobo Estuardo, conde de Moray, como regente durante el inicio del reinado de su hijo.

### Regencias

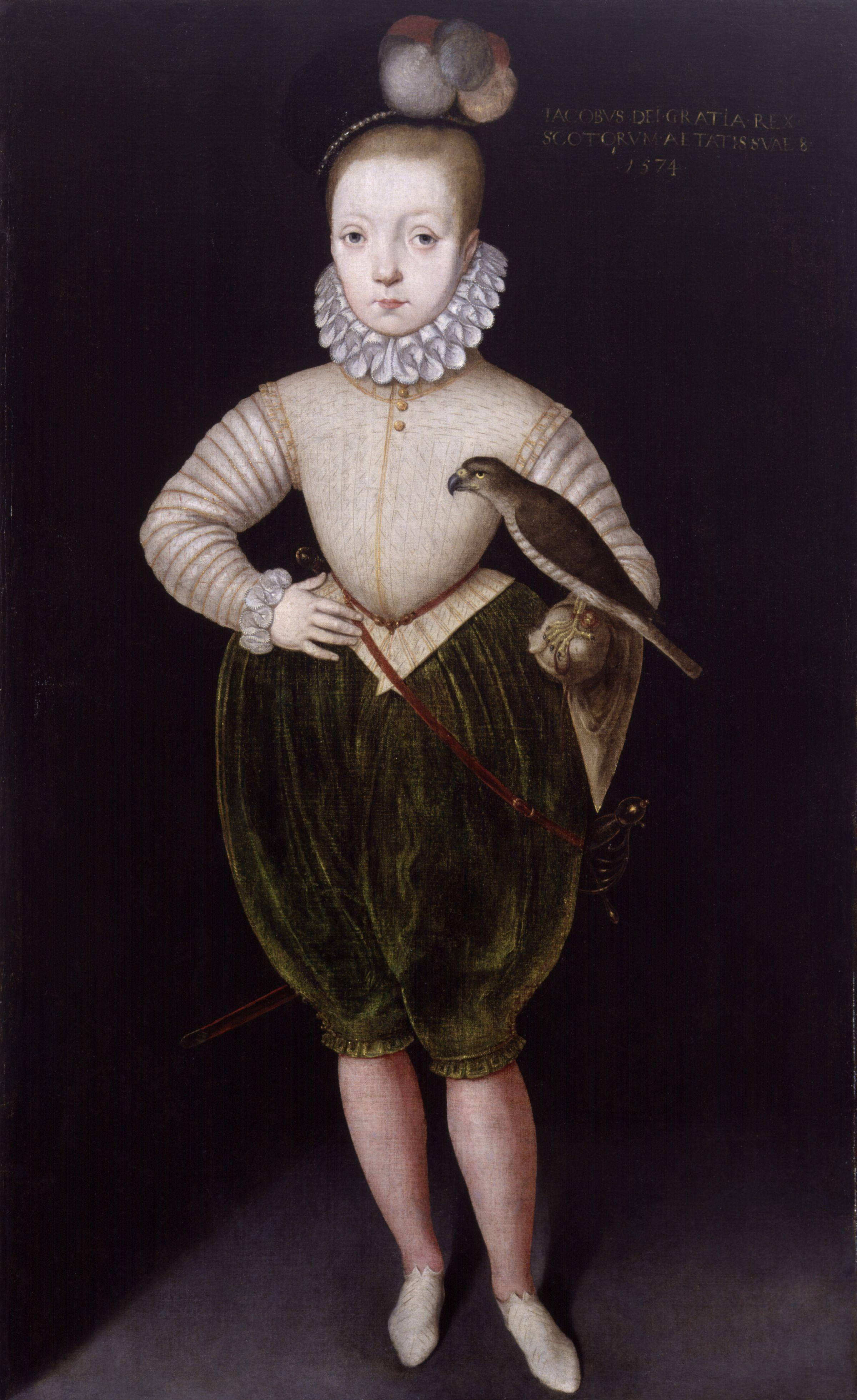
Jacobo VI de Escocia (futuro I de Inglaterra) durante su niñez.

El cuidado de Jacobo fue confiado al conde y la condesa de Mar para ser protegido, criado y educado en la seguridad del castillo de Stirling. El niño fue solemnemente coronado a los 13 meses de edad como Jacobo VI de Escocia en la iglesia de Holyrood, en el castillo de Stirling, el 29 de julio de 1567. El sermón corrió a cargo del calvinista escocés John Knox. Y aunque el monarca había sido bautizado católico, de acuerdo a los dictados de la clase dirigente fue educado en la más severa disciplina calvinista, y convertido en miembro de la Iglesia de Escocia. Su educación fue supervisada por el historiador y poeta George Buchanan, un hombre provisto de la debida ciencia y erudición para educar a un príncipe, pero, a la vez, un personaje desabrido e intolerante, un republicano fatigoso y tenso, lleno de ávidas virtudes, que odiaba a la familia de su discípulo y, más que probablemente, a su propio discípulo. Aunque lo sometió a regulares palizas, también le dio una educación notable y le inspiró una pasión por la literatura y el saber que duraría toda su vida.
En 1568, María Estuardo escapó de su prisión, lo que condujo a un breve período de violencia en el país. El conde de Moray derrotó a sus tropas en la Batalla de Langside, forzándola a huir a Inglaterra, en donde fue encarcelada por su prima la reina Isabel. El 22 de enero de 1570 Moray fue asesinado por James Hamilton de Bothwellhaugh, siendo sustituido por el abuelo paterno del joven rey Jacobo, Mateo Estuardo (IV conde de Lennox), que fue fatalmente herido al año siguiente en un ataque de simpatizantes de María. Su sucesor en la regencia, John Erskine, conde de Mar, murió el 28 de octubre de 1572 a causa de una misteriosa enfermedad tras acudir a un banquete en la finca de James Douglas (IV conde de Morton), el más poderoso de los nobles escoceses. Morton, que sucedió a Mar, demostró ser el más eficaz de los regentes de Jacobo en todos los aspectos, derrotando además a las familias que continuaban apoyando a María, pero se hizo muchos enemigos a causa de su rapacidad.
La caída de Morton no fue provocada por los partidarios de María, sino por los cortesanos más cercanos al rey, que impresionaron al joven monarca hablándole de la importancia de sus deberes reales y animándole a que tomara el control del reino en sus propias manos. Morton perdió el favor regio con la llegada a Escocia del francés Esmé Estuardo, Sieur d'Aubigny, primo del difunto lord Darnley y futuro conde de Lennox, que se convirtió rápidamente en el primero de los poderosos favoritos del rey.
Los cortesanos acusaron a Morton de participar en el asesinato de lord Darnley, por lo que fue enjuiciado, condenado y, finalmente, ejecutado el 2 de junio de 1581. El 8 de agosto Jacobo hizo de Lennox el único duque de Escocia. El rey, de 15 años de edad, permanecería bajo la influencia de Lennox por espacio de un año más. Otro cortesano de gran alcance era Jacobo Estuardo, al que concedieron el condado de Arran como recompensa por su testimonio contra Morton.

## Gobierno personal en Escocia

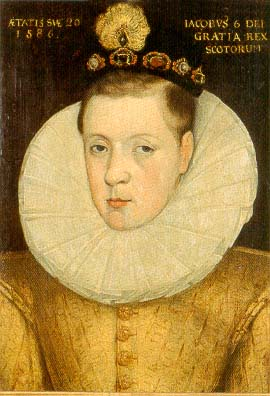
Jacobo en 1586, a los 20 años.

Aunque Jacobo ya era mayor de edad, el control del gobierno seguía en manos de favoritos y nobles. lord Arran se inclinó hacia el Anglicanismo, ganándose así el odio de la nobleza calvinista, mientras que Lennox, aunque convertido al protestantismo, era contemplado con recelo por los nobles, que advirtieron las frecuentes demostraciones físicas de afecto entre el favorito y el rey, acusándolo de tratar de mantener comercio carnal con el soberano. En agosto de 1582, en la Incursión de Ruthven, los condes de Gowrie y Angus secuestraron al rey y lo condujeron al Castillo de Ruthven en Angus, encarcelándolo, y obligándolo a desterrar a Lennox.
El rey y el conde de Arran escaparon de Ruthven en junio de 1583 y recuperaron el poder. En consecuencia, el conde de Gowrie fue ejecutado, los rebeldes se vieron forzados a huir a Inglaterra, y Jacobo se dedicó a reforzar su control sobre el reino. El Parlamento aprobó las Actas Negras para afirmar la autoridad real sobre la Kirk, poniéndola además directamente bajo su control. Estos actos fueron extremadamente impopulares, en especial entre el clero, pero entre 1584 y 1603 el rey logró establecer un gobierno efectivo sobre el país e imponer una paz relativa entre los lores del reino, hábilmente ayudado por John Maitland de Thirlestane, que dirigió el gobierno hasta 1592.
En 1586, Jacobo VI firmó el Tratado de Berwick con Inglaterra, seguido de la implicación de María en el Complot de Babington, un plan que intentó asesinar a Isabel y poner en su lugar a la Estuardo en el trono de Inglaterra. Acusada de traición, María Estuardo fue decapitada en Fotheringay el 8 de febrero de 1587, lo que allanó el camino de Jacobo a la sucesión inglesa. Asimismo, durante la crisis provocada por la Armada Invencible de 1588, aseguró a Isabel su apoyo como "hijo y compatriota" suyo; y en tanto que los años pasaban e Isabel permanecía soltera, asegurar la sucesión al trono inglés se convirtió en el centro de la política de Jacobo.
A comienzos del siglo XVI, Enrique VIII había temido que la Corona inglesa pasara a manos de un Estuardo; por ello, en su testamento, excluyó a la bisabuela de Jacobo, Margarita Tudor, y a sus descendientes, de la línea de la sucesión al trono de Inglaterra. Pero aunque los Estuardo fueran eliminados de la sucesión por este testamento y por un acta del Parlamento, Jacobo seguía siendo el pariente más cercano de Isabel I, y por ende, el presunto heredero de la Corona inglesa.

### Matrimonio

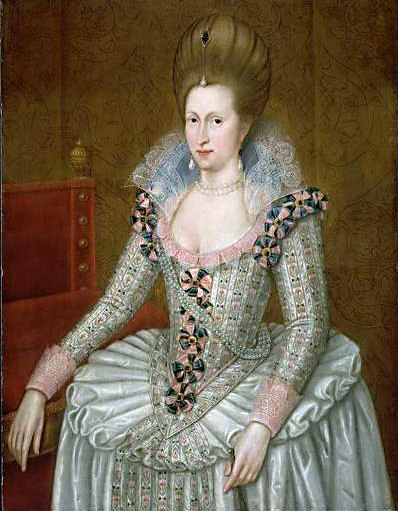
Ana de Dinamarca, por John de Critz, c. 1605.

A lo largo de su juventud el rey Jacobo fue alabado por su castidad, ya que mostraba escaso interés por las mujeres, y tras la pérdida de Lennox, seguía prefiriendo la compañía masculina. No obstante, un matrimonio de conveniencia y un heredero seguían siendo necesarios para reforzar su trono, de modo que la elegida fue Ana de Dinamarca, la hija de 14 años de Federico II de Dinamarca. Tras celebrarse un matrimonio por poderes en 1589, Ana partió rumbo a Escocia, pero las tormentas condujeron a su barco a las costas de Noruega. El 7 de octubre Jacobo tuvo noticia de la decisión de posponer hasta la primavera el viaje de Ana hasta Escocia, y, en lo que Willson califica como "el único episodio romántico de su vida", partió del puerto de Leith con un séquito de 300 hombres para ir en busca de su esposa personalmente. La pareja se casó formalmente en el palacio episcopal de Oslo el 23 de noviembre, y tras visitar Dinamarca y alojarse en Elsinor y Copenhague, retornaron a Escocia en mayo de 1590. Según todas las fuentes, en un principio Jacobo estaba fascinado con Ana, y en sus primeros años de matrimonio demostró una paciencia y un afecto constantes hacia su esposa. Pero con el tiempo se fueron distanciando, y, finalmente decidieron vivir separados después de la muerte de su última hija, Sofía, en 1606.

### Brujería
La visita del rey a Dinamarca, un país donde las cazas de brujas eran habituales, debió favorecer su interés por el estudio de la brujería, que consideraba una rama de la teología. Poco después de volver de Dinamarca tuvo lugar el proceso contra las brujas de North Berwick, en el cual varias personas fueron sentenciadas por haber empleado la brujería para enviar una tormenta contra el barco que transportaba a Jacobo y Ana desde Dinamarca. Jacobo estuvo obsesionado con la amenaza de la brujería, y en 1597 escribió una Demonología, un tratado a favor de la existencia de la misma; pero posteriormente su punto de vista se suavizó, tendiendo más hacia el escepticismo en la materia.
Jacobo hizo frente a una sublevación católica en 1588, y fue forzado a reconciliarse con la iglesia de Escocia, conviniendo la derogación de las Actas Negras en 1592. Jacobo, temiendo de que el trato duro hacia los rebeldes católicos pudiera encolerizar a los católicos ingleses, acordó perdonar a algunos de sus opositores, lo que molestó a la iglesia protestante. Uno de los últimos intentos contra la persona del rey ocurrió en agosto de 1600, cuando Jacobo fue, al parecer, agredido por Alexander Ruthven, hermano menor del conde de Gowrie, en Gowrie House, sede de la casa Ruthven. Puesto que Ruthven fue atravesado por el paje del rey, John Ramsay, y el conde de Gowrie ejecutado al fracasar el supuesto complot, el relato de Jacobo, dada la falta de testigos presenciales y su odio hacia los Ruthven, no fue creído por todo el mundo.

### Teoría de la monarquía

Las armas de los monarcas escoceses, usadas hasta 1603.

En 1597–8, Jacobo escribió dos obras, The True Law of Free Monarchies y Basilikon Doron (El don real), en las que estableció la base ideológica para su monarquía. En la Trew Law desarrollaba la doctrina del derecho divino de los reyes, explicando que, por razones bíblicas, los reyes son superiores a los demás hombres, si bien "el banco más alto es el más resbaladizo para sentarse". El documento proponía una administración centralizada y una política absolutista, según la cual un rey debía imponer nuevas leyes por prerrogativa real, aunque también atender a la tradición y al propio Dios, quien podría "accionar los azotes que le plugiesen, para castigo de los reyes corrompidos".
El Basilikon Doron, escrito como libro de instrucción para su hijo y heredero, el duque de Rothesay, por entonces de 4 años, era una guía más práctica para el arte de gobernar. A pesar de ciertas banalidades y advertencias santurronas, la obra está bien escrita, y es quizá el mejor exponente de la prosa de Jacobo. El consejo de Jacobo sobre los parlamentos, que consideraba solo como unas cortes subordinadas al soberano, lo cual recuerda sus propias dificultades con la Cámara de los Comunes: "No convoquéis Parlamentos", recomendaba a su heredero, "excepto por la necesidad de nuevas Leyes, lo que debe ser rara vez". En la Trew Law Jacobo afirmaba que un monarca era propietario de sus estados del mismo modo que un señor feudal poseía su feudo, ya que:

"[Los reyes surgieron] antes que ningún estado o clase de los hombres, antes de que ningún parlamento se reuniera, y de que ninguna ley se promulgara, y la tierra fuera distribuida por ellos, ya que al principio era completamente suya. Y de ahí viene necesariamente el que los reyes fueran los autores y hacedores de las leyes, y no las leyes de los reyes."

## El trono inglés

### Proclamación como rey de Inglaterra

Escudo de armas usado en Inglaterra y Gales desde 1603, al producirse la unión dinástica.

Variante de las armas reales usada en Escocia desde 1603, al producirse la unión dinástica.

Desde 1601, en los últimos años de la reina Isabel I, ciertos políticos ingleses, en especial Robert Cecil, el principal ministro y consejero de la reina, mantuvieron correspondencia secreta con el rey de Escocia para preparar su sucesión al trono inglés. Al morir la reina Isabel I (24 de marzo de 1603), la corona debería haber pasado (de acuerdo al testamento de Enrique VIII) a lady Anne Stanley, descendiente de María Tudor, hermana de Enrique VIII. Sin embargo, Jacobo era el único aspirante serio a la Corona inglesa; los otros, incluyendo al vizconde de Beauchamp y lady Anne, no tenían el suficiente poder para defender sus derechos. Así, un Consejo de Ascensión proclamó a Jacobo rey de Inglaterra pocas horas después de la muerte de Isabel.
Según avanzaba hacia el sur, sus nuevos súbditos iban congregándose para ver a su rey, quedando claro que la sucesión no había provocado descontentos ni era percibida como una invasión; En el camino, para probar su autoridad, dio orden de ahorcar, sin formación de juicio, a un ladrón. Cuando entró en Londres, Jacobo fue recibido por una muchedumbre, pero no agradó a sus nuevos súbditos, que creían que le faltaba dignidad. Él y su esposa fueron coronados reyes de Inglaterra el 25 de julio de 1603, entre las elaboradas alegorías preparadas por poetas dramáticos como Thomas Dekker y Ben Jonson, pero un brote de peste suspendió las fiestas.

### Los comienzos del reinado
El principal consejero del nuevo rey fue el citado Robert Cecil, el hijo menor del ministro favorito de la reina Isabel, lord Burghley, que fue creado conde de Salisbury en 1605.
A pesar de la facilidad de la sucesión y la calidez con que fue recibido el nuevo monarca, en su primer año de reinado Jacobo hubo de hacer frente a dos conspiraciones, el Complot Bye y el Complot Main, que condujeron al arresto, entre otros, de lord Cobham y Walter Raleigh. Jacobo odiaba a Raleigh, el más acendrado enemigo de España en Inglaterra, y sin duda su amistad con el embajador español, el conde de Gondomar, influyó en su decisión de ejecutarlo.
Aquellos que esperaban cambios en el gobierno con el advenimiento del nuevo soberano quedaron defraudados por el mantenimiento de los miembros del Consejo Privado de la reina Isabel, tal como había planeado en secreto con Cecil, pero agregó al poco a un viejo partidario suyo, Henry Howard y su sobrino Thomas Howard a este Consejo, así como a cinco nobles escoceses. En los primeros años de reinado de Jacobo, el día a día del gobierno fue estrictamente manejado por el perspicaz Robert Cecil, posteriormente conde de Salisbury, hábilmente asistido por el experimentado Thomas Egerton (el cual fue creado barón Ellesmere y nombrado lord canciller) y por Thomas Sackville, pronto nombrado conde de Dorset, que continuó siendo lord Tesorero. En consecuencia, Jacobo pudo desentenderse de los problemas administrativos y centrarse en asuntos mayores, tales como intentar una unión más firme entre Inglaterra y Escocia y asuntos de política exterior, así como disfrutar de sus placeres personales, en especial de la caza.

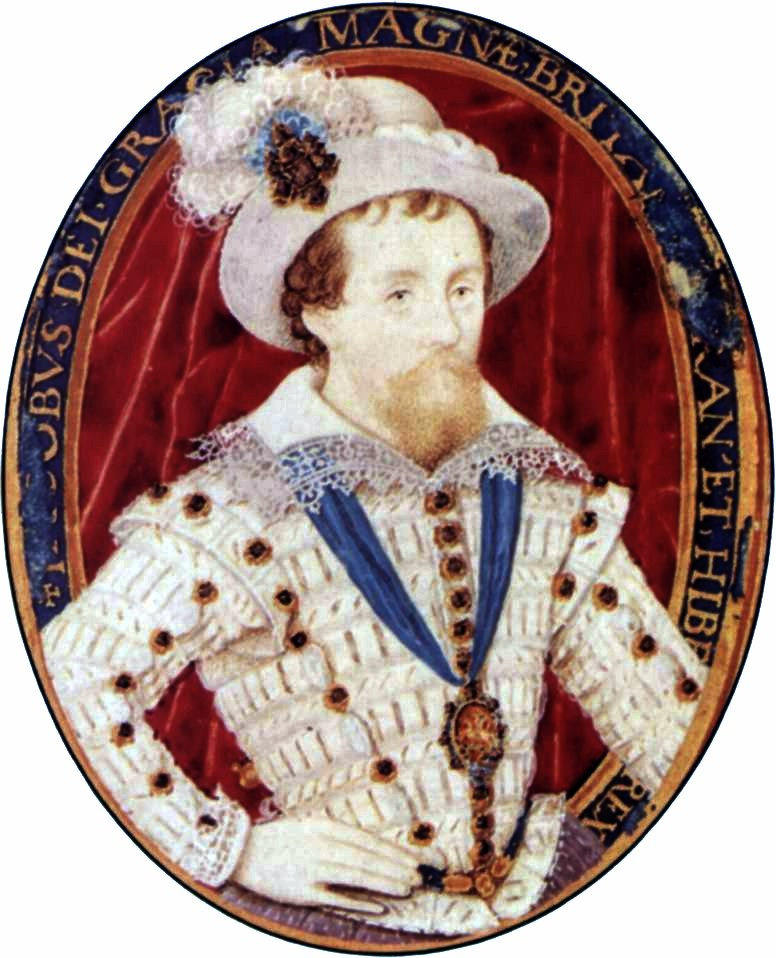
Retrato de Jacobo por Nicholas Hilliard, c. 1603-1609.

Jacobo ambicionaba convertir la unión personal de las Coronas de Escocia e Inglaterra en un Reino Unificado con un monarca, un parlamento y una ley comunes, un plan que encontró oposición en ambos países. "¿No nos ha dispuesto a todos nosotros en una isla", clamó ante el Parlamento, "circundada por un mar y, por su naturaleza misma, indivisible?" En abril de 1604, sin embargo, los Comunes rechazaron en términos legales su petición de intitularse "rey de Gran Bretaña". En octubre de 1604 asumió el título por proclamación, en lugar de por ley. Francis Bacon le dijo que no podría usarlo en "ningún procedimiento legal, instrumento o proclama". Escocia e Inglaterra seguirían como estados separados, siendo solo la unión personal en el rey, y no fue hasta 1707 que el Acta de la Unión combinó los dos países para crear un nuevo estado: el Reino de Gran Bretaña.
En política exterior, Jacobo tuvo más éxitos. Dedicó sus esfuerzos a poner fin a la Guerra con España, y el 28 de agosto de 1604, gracias a la hábil diplomacia de Robert Cecil y Henry Howard (ya conde de Northampton), se llegó a un acuerdo de paz entre ambos países, que Jacobo celebró con un gran banquete. No obstante, asegurar la libertad de culto para los católicos en Inglaterra siguió siendo un objetivo prioritario para la política española, lo que causó constantes dilemas a Jacobo.

### La conspiración de la Pólvora
La víspera de la solemne apertura de la segunda sesión del primer Parlamento de su reinado, el 5 de noviembre de 1605, un veterano católico de los tercios españoles llamado Guy Fawkes fue descubierto en los sótanos del Palacio de Westminster con una antorcha y fósforos, no lejos de una pila de leña y dos decenas de barriles de pólvora con los que pretendía hacer volar por los aires el palacio al día siguiente, provocando la muerte, como el propio rey señaló, "no solo... de mi persona, o de mi esposa y posteridad (...), sino de todo el cuerpo del Estado". Horrorizado, Jacobo rehusó abandonar su residencia por muchos días. Guy Fawkes, el responsable de ejecutar el complot, fue torturado hasta que reveló las identidades de los otros conspiradores, todos los cuales fueron ejecutados o asesinados durante su captura.
El presunto plan de estos extremistas católicos, conducidos por Robert Catesby, era sustituir a Jacobo por su hija Isabel, a la cual esperaban poder convertir al catolicismo. Con el apoyo regio y la vuelta a la obediencia a Roma, toda Inglaterra podría ser recatolizada. El descubrimiento de la Conspiración de la Pólvora, como fue rápidamente conocida, provocó un sentimiento popular que Salisbury explotó para obtener del Parlamento unos subsidios mucho mayores de los que había recibido la reina Isabel.
Una teoría, mantenida por algunos historiadores[¿quién?], es que el Complot de la Pólvora fue hábilmente urdido por Robert Cecil, o que al menos tuvo conocimiento previo de ella y la permitió desarrollarse, solo para "descubrirla" y abortarla en el último momento. Esta teoría concluye que el plan de Robert Cecil era crear un sentimiento de unidad nacional que permitiera que el Parlamento concediera al rey las sumas de dinero que le pedía. De ser correcta esta teoría, Guy Fawkes y sus colegas resultaron meros peones en un juego mucho mayor.[cita requerida]

### Asuntos religiosos
Después de su llegada a Londres, Jacobo tuvo que hacer frente casi inmediatamente a los conflictos religiosos en Inglaterra. En 1604 recrudeció la gran cacería de brujas iniciada por la reina Isabel proclamando la pena de muerte sin beneficio clerical de último momento para quien invocara espíritus malvados o familiares.
El Complot de la Pólvora llevó al rey a reconsiderar su política de relativa tolerancia hacia los católicos, y por un tiempo sancionó diversas medidas de control y represión. En mayo de 1606, el Parlamento aprobó un acta que requería todos los súbditos británicos un Juramento de Obediencia, incorporando la negación expresa de la autoridad del Papa sobre el monarca inglés. En la práctica, Jacobo demostró ser indulgente, y toleró el catolicismo y el cripto-catolicismo incluso en la Corte. Aunque Jacobo tenía cuidado de aceptar a los católicos en su reino, sus conciudadanos anglicanos se aseguraron de que no consiguieran los mismos derechos.
Con respecto a los puritanos, le presentaron en 1603 una petición que solicitaba la tolerancia. En 1604, en la Conferencia de Hampton Court, Jacobo se mostró poco dispuesto a aceptar sus demandas, y aunque se mostró partidario de la persecución de los inconformistas, la represión religiosa se fue suavizando. La impopularidad de Jacobo, además, aumentó entre los protestantes por la ejecución de Walter Raleigh para satisfacer las demandas del paladín del catolicismo, España.
Uno de los éxitos de la conferencia fue la autorización de una traducción oficial de La Biblia, que vino ser conocida como La Versión del rey Jacobo (también llamada versión King James o Biblia del rey Jacobo). Completada en 1610, es considerada una obra maestra de la prosa jacobina.
En Escocia, trató de asimilar la Kirk escocesa a la Iglesia anglicana y restablecer los episcopados, una política que encontró fuerte oposición. En 1618, los obispos del rey forzaron la aplicación de los llamados Cinco Artículos de Perth en una Asamblea General, que fueron rechazados al considerarse como tentativas de introducir prácticas católicas y anglicanas en la Escocia presbiteriana. A su muerte Jacobo dejó a la Iglesia escocesa dividida, lo que constituiría una fuente de futuros problemas para su hijo.

### El rey y el Parlamento

Jacobo I de Inglaterra

Acostumbrado a un parlamento tímido y servil en Escocia, Jacobo también se embrolló en numerosos conflictos con el Parlamento.
El momento de cooperación entre el monarca y el Parlamento provocado por el Complot de la Pólvora constituyó una desviación de la norma. En cambio, fue en la sesión previa de 1604 en la que quedaron claras las posiciones de ambos bandos durante el resto de su reinado, aunque las dificultades iniciales debían más a la incomprensión mutua que a una enemistad consciente. El 7 de julio de 1604, se vio obligado a prorrogar el Parlamento de muy mala gana, tras no lograr el apoyo necesario para unificar Gran Bretaña y aprobar nuevos subsidios financieros. "No daré las gracias donde no creo que deba darlas", remarcó en su discurso de clausura. "No soy tan estúpido como para alabar a necios (...) veis cuantas cosas no hacéis bien (...) confío en que en el futuro haréis uso de vuestra libertad con más modestia".
En 1605, el Parlamento votó cuatro subsidios para el rey, quien todavía consideraba esto como un rédito inadecuado. Impuso derechos de aduanas sin el consentimiento parlamentario, algo que ningún monarca se había atrevido a hacer desde el reinado de Ricardo II. La legalidad de tal acción fue desafiada en 1606 por el mercader John Bates; la corte del Ministerio de Hacienda, sin embargo, falló en favor del rey, y tal dictamen fue denunciado por el Parlamento. Las relaciones entre Jacobo I y el Parlamento también fueron agriadas por la última denegación presentada al plan del rey de abolir las aduanas internas y permitir el libre comercio entre Inglaterra y Escocia.
Según fue avanzando su reinado, fueron aumento las dificultades financieras, debido en parte a la constante subida de los precios, pero también por la prodigalidad e incompetencia financiera de la Corte. En la última sesión del primer Parlamento de su reinado, en febrero de 1610, lord Salisbury, partidario de la participación parlamentaria en el gobierno, propuso un plan conocido como el Gran Contrato. Por este, el Parlamento garantizaría una suma de 600.000 para liquidar las deudas del rey y una asignación anual de otras 200.000 a cambio de ciertas concesiones regias. Pero las negociaciones se prolongaron tanto debido a la hostilidad de algunas facciones del Parlamento que Jacobo perdió la paciencia y lo disolvió el 31 de diciembre de 1610. "Vuestro mayor error", le dijo Salisbury, "ha sido que pretendíais obtener miel de la hiel".
Lord Salisbury murió en 1612, y poco después Carr caía en desgracia, con lo que Jacobo comenzó a manejar él mismo los asuntos financieros con desastrosos resultados para las arcas reales. Un nuevo Parlamento tuvo que ser llamado en 1614 para aprobar la creación de nuevos impuestos. Este parlamento, el segundo del reinado de Jacobo, fue conocido como el Parlamento Inútil porque no pudo aprobar ninguna legislación o imponer ningún impuesto. Tras ocho meses de discusiones estériles, el rey lo disolvió airadamente.
Después de la disolución del Parlamento Inútil, Jacobo gobernó sin parlamento durante siete años. Teniendo que hacer frente a las dificultades financieras, y falto de la aprobación parlamentaria para crear nuevos impuestos, empleó los servicios del negociante Lionel Cranfield, que actuó con gran astucia para aumentar los ingresos y ahorrarle dinero a la Corona. En este sentido empezó a vender títulos y otras dignidades, muchas de ellas creadas expresamente como fuente alternativa de ingresos. En 1611, utilizó letras patentes para inventar un nuevo título, el de baronet, al que uno podría acceder mediante el pago de £1080. Se podía comprar igualmente la baronía por cerca de £5000, el vizcondado por cerca de £10 000, y el condado por cerca de £20 000. Durante su reinado se crearon 62 nuevos títulos, en contraste con su antecesora, la reina Isabel, la cual había creado solamente 8 nuevos títulos durante sus 45 años de gobierno.
La práctica de vender monopolios y otros privilegios también fue desaprobada. La Cámara de los Comunes intentó acusar a Francis Bacon, I vizconde de St. Albans, que fue implicado en la venta de tales privilegios durante su servicio como lord canciller, bajo los cargos de corrupción. La Cámara de los Lores condenó a Bacon, quien fue quitado de su cargo. Aunque la acusación era la primera en siglos, Jacobo no se opuso, creyendo que al sacrificar a Bacon le podría ayudar a desviar la oposición parlamentaria. Al final, Jacobo liberó a Bacon de la prisión y le concedió el completo perdón.

### La boda española

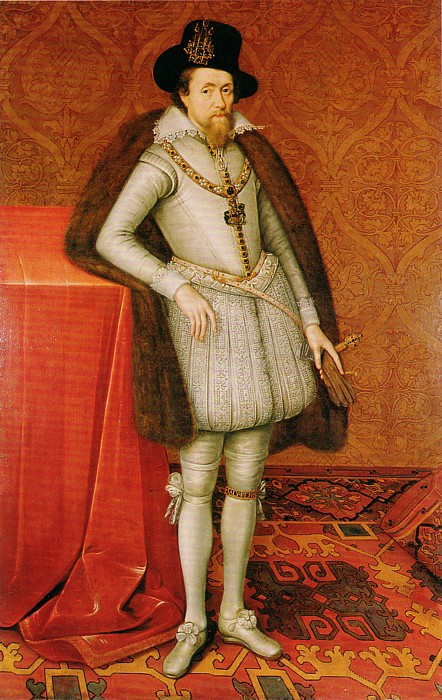
Retrato de Jacobo por John de Critz, c. 1606.

Otra fuente potencial de ingresos era la dote aportada por el matrimonio en perspectiva entre el príncipe de Gales y la infanta María Ana de España. La boda también atrajo al rey como un modo de mantener la paz con España y evitar los costes adicionales de una guerra. Seguirían disfrutando de los beneficios de la paz mientras las negociaciones matrimoniales estuvieran abiertas, lo que explica por qué tanto Jacobo como el duque de Lerma permitieron que se alargaran durante casi una década. Apoyada por los Howard y otros ministros y diplomáticos pro-católicos -conocidos como el "Partido español"-, la propuesta alianza con la mayor potencia católica no fue bien recibida en la Inglaterra protestante.
El estallido de la Guerra de los Treinta Años en 1618, pronto absorbió a toda Europa, y echó a perder la política pacifista del rey. Su yerno, Federico V del Palatinado, nombrado rey de Bohemia por los rebeldes protestantes, fue expulsado del país por el Emperador Fernando II en 1620, mientras que las tropas españolas invadían el Bajo Palatinado. 
La reina Ana murió en 1619. Los rumores atribuyen lo poco que Jacobo se vio afectado por su muerte a que él sentía «un especial afecto romántico» por George Villiers. Los dos se conocieron en 1614, apodando el rey a este joven como "Steenie" y otorgándole una gran cantidad de honores, culminando con la creación de Villiers como duque de Buckingham en 1623. George Villiers fue el primer común que sería elevado a un ducado en más que un siglo.
Finalmente, Jacobo convocó de nuevo por tercera vez al Parlamento en 1621 para financiar una expedición militar en apoyo de su yerno. La convocatoria resultó en un doble fiasco, ya que, por un lado, los Comunes solo aprobaron un presupuesto insuficiente para socorrer al Elector Palatino, y por otro -recordando el botín obtenido por Isabel I rapiñando las flotas españolas procedentes del Nuevo Mundo-, reclamaron la guerra contra España. En noviembre de 1621, dirigidos por Edward Coke, formularon una petición no solo para declararle la guerra con España, sino también para que el príncipe de Gales se casara con una protestante, y para que las leyes anticatólicas fueran endurecidas. Villiers, ahora principal consejero de Jacobo, fue atacado por su plan matrimonial del príncipe de Gales con la infanta española. El rey les dijo tan solo que no debían interferir en asuntos de prerrogativa real o se arriesgaban a ser castigados, lo que les llevó a protestar exigiendo el reconocimiento de sus derechos, incluyendo el de la libertad de expresión, y su autoridad para discutir cualquier materia referente al bienestar del reino. Jacobo eliminó la protesta del diario de sesiones y disolvió de nuevo el Parlamento.
En 1623, el joven príncipe Carlos y Buckingham decidieron tomar la iniciativa y viajar a España de incógnito, para ganarse la mano de la infanta personalmente, pero la misión probó ser un error y una temeridad. El gobierno español planteó la necesidad de que el príncipe se convirtiera al catolicismo y pasara un año en España. Príncipe y duque retornaron a Inglaterra en octubre sin la infanta, e inmediatamente rompieron el tratado, con gran deleite del pueblo llano. Desengañados tras su viaje a España, Carlos y Buckingham rechazaron la política hispanófila de Jacobo y reclamaron una boda con Francia y la guerra a muerte contra los Habsburgo. Para obtener la financiación necesaria, se impusieron al rey y lograron la convocatoria de un nuevo Parlamento, que se reunió en febrero de 1624.

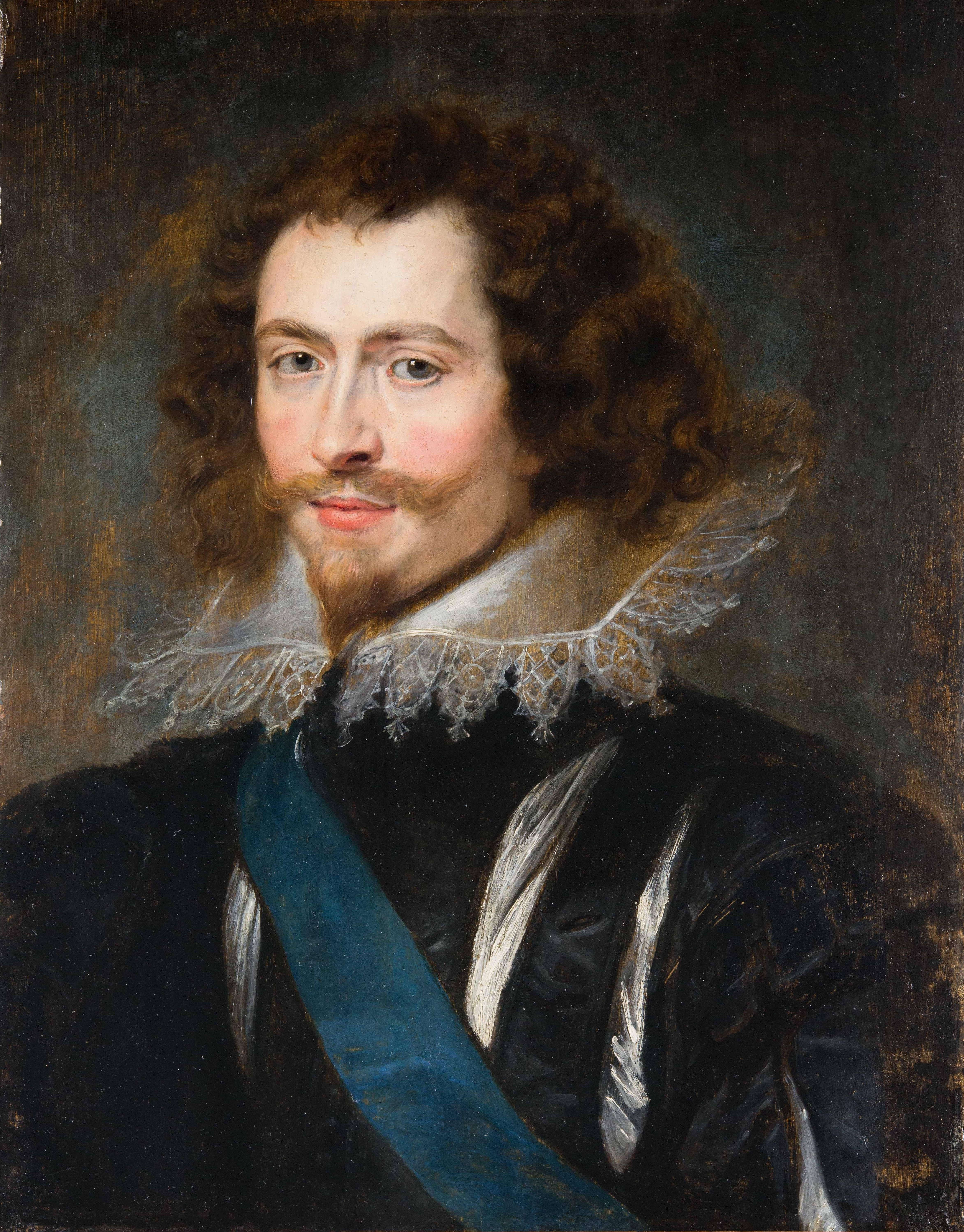
George Villiers, duque de Buckingham, por Rubens.

### Últimos días y muerte
Durante su último año de vida, mientras Buckingham consolidaba su control sobre Carlos para asegurar su propio futuro, Jacobo estuvo a menudo seriamente enfermo. Por lo general fue incapaz de visitar Londres, y su figura fue perdiendo relevancia en los asuntos de Estado. A comienzos de 1625, el soberano padecía artritis, gota y desmayos, y en marzo enfermó seriamente de fiebres tercianas y sufrió un ataque al corazón.
Finalmente murió en Theobalds House el 27 de marzo de 1625, a los 58 años de edad, durante un fuerte ataque de disentería, con Buckingham a su lado. El funeral del difunto rey, magnífico pero desorganizado, tuvo lugar el 7 de mayo. John Williams, obispo anglicano de Lincoln, realizó el sermón, observando que "el rey Salomón murió en paz, habiendo vivido unos 60 años... y sabéis que así ha ocurrido con el rey Jacobo". Fue sepultado en la capilla mariana de Enrique VII en la abadía de Westminster.

## Semblanza del rey

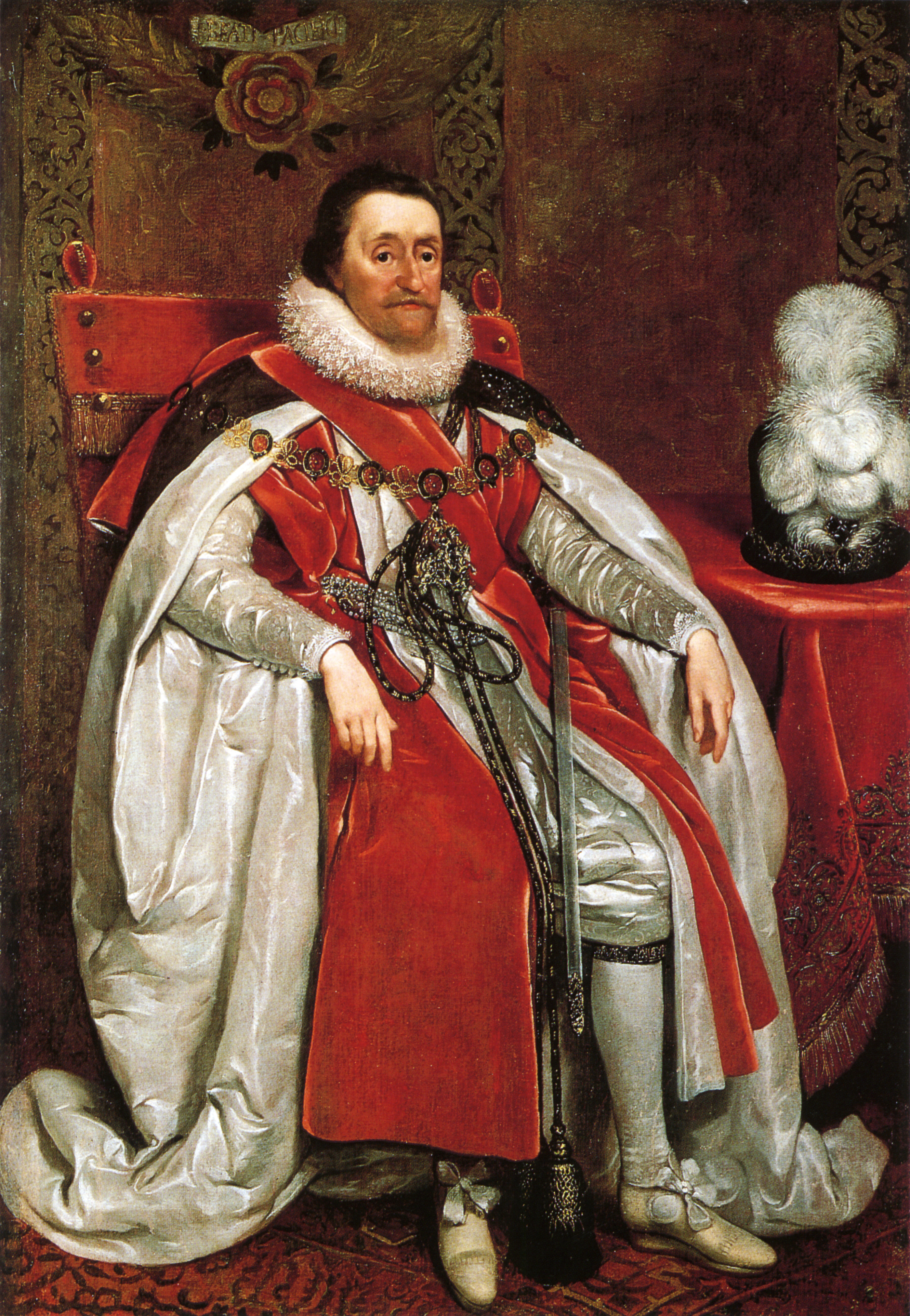
Jacobo VI de Escocia y I de Inglaterra en 1621, pintado por Daniël Mijtens.

Jacobo Estuardo tuvo una personalidad extremadamente curiosa, excéntrica pero no deslumbrante, desdibujada entre las sombras de las célebres reinas que le precedieron, Isabel I en Inglaterra y María Estuardo en Escocia, y las desdichas de su hijo Carlos, el primer rey condenado a muerte por un Parlamento.
Apasionado por la caza, gran comedor y desmedido bebedor, Jacobo era un erudito de primera categoría, capaz de rebatir los argumentos de los sabios, teólogos y juristas, de abrumarles con tercos discursos en latín y sumergirlos bajo una catarata de citas bíblicas. Pero, a la vez, era un hombre caprichoso, vanidoso y sumamente cobarde, del que se decía que no podía ver una espada sin echarse a temblar. Se hallaba desprovisto de toda gracia y se lavaba muy raramente, complaciéndose con cinismo en su desaseo. Tenía accesos de cólera durante los cuales no sabía bien lo que decía, llegando a los insultos, y sus súbditos creían que le faltaba dignidad.
Era miedoso y desconfiado, y recelaba de todo el mundo, temiendo constantemente ser asesinado (como lo había sido su coetáneo Enrique IV de Francia, al que detestaba). Sus mandíbulas prognáticas, muy estrechas, y su lengua demasiado larga le impedían ingerir alimentos sin provocar ruidos desagradables. Hablaba un inglés difícil, con un áspero acento escocés, y tenía una voz chillona e irritante.
Su aversión hacia las mujeres fue notoria a pesar de su boda con Ana de Dinamarca. Es probable que fuera homosexual o quizá, bisexual, y otorgó títulos de nobleza, tierras, pensiones y joyas a sus diversos favoritos (se cree que varios de ellos eran sus amantes) con tal generosidad que agotó el tesoro real. Los ingleses desaprobaron tanto el comportamiento del monarca y su Corte como sus gastos.

## Tratamiento y títulos
- 19 de junio de 1566–24 de julio de 1567: El duque de Rothesay
- 24 de julio de 1567–24 de marzo de 1625: Su Gracia Jacobo VI, rey de los escoceses.
- 24 de marzo de 1603–27 de marzo de 1625: Su Majestad Jacobo I, rey de Inglaterra e Irlanda

| Predecesora: María I                                              | Rey de Escocia y señor de las Islas 24 de julio de 1567-27 de marzo de 1625 | Sucesor: Carlos I                                                |
| Predecesora: Isabel I                                             | Rey de Inglaterra e Irlanda 25 de julio de 1603-27 de marzo de 1625         | Sucesor: Carlos I                                                |
| Predecesor: Vacante Anterior en llevar el título: Jacobo Estuardo | Duque de Rothesay 19 de junio de 1566-24 de julio de 1567                   | Sucesor: Vacante Siguiente en llevar el título: Enrique Estuardo |
| Predecesor: Enrique Estuardo, Lord Darnley                        | Duque de Albany 10 de febrero de 1567-24 de julio de 1567                   | Sucesor: Vacante Siguiente en llevar el título: Carlos I         |

## Ancestros
| \| \| \| \| \| \| \| \| \| \| \| \| \| \| \| \| \| \| \| \| 16. Mateo Estuardo, II conde de Lennox \| \| \| \| \| \| \| \| \| \| \| \| \| \| \| \| \| \| \| \| \| \| \| \| \| \| \| \| \| \| \| \| \| \| \| \| \| \| \| \| \| \| \| \| \| \| \| \| \| \| \| \| \| \| 8. John Estuardo, III conde de Lennox \| \| \| \| \| \| \| \| \| \| \| \| \| \| \| \| \| \| \| \| \| \| \| \| \| \| \| \| \| \| \| \| \| \| \| \| \| \| \| \| \| \| \| \| \| \| \| \| \| \| \| \| \| \| 17. Elizabeth Hamilton \| \| \| \| \| \| \| \| \| \| \| \| \| \| \| \| \| \| \| \| \| \| \| \| \| \| \| \| \| \| \| \| \| \| \| \| \| \| \| \| \| \| \| \| \| \| \| \| \| \| \| \| \| \| 4. Mateo Estuardo, IV conde de Lennox \| \| \| \| \| \| \| \| \| \| \| \| \| \| \| \| \| \| \| \| \| \| \| \| \| \| \| \| \| \| \| \| \| \| \| \| \| \| \| \| \| \| \| \| \| \| \| \| \| \| \| \| \| \| 18. John Estuardo, I conde de Atholl \| \| \| \| \| \| \| \| \| \| \| \| \| \| \| \| \| \| \| \| \| \| \| \| \| \| \| \| \| \| \| \| \| \| \| \| \| \| \| \| \| \| \| \| \| \| \| \| \| \| \| \| \| \| 9. Isabel Estuardo, condesa de Lennox \| \| \| \| \| \| \| \| \| \| \| \| \| \| \| \| \| \| \| \| \| \| \| \| \| \| \| \| \| \| \| \| \| \| \| \| \| \| \| \| \| \| \| \| \| \| \| \| \| \| \| \| \| \| 19. Eleanor Sinclair \| \| \| \| \| \| \| \| \| \| \| \| \| \| \| \| \| \| \| \| \| \| \| \| \| \| \| \| \| \| \| \| \| \| \| \| \| \| \| \| \| \| \| \| \| \| \| \| \| \| \| \| \| \| 2. Enrique Estuardo, Lord Darnley \| \| \| \| \| \| \| \| \| \| \| \| \| \| \| \| \| \| \| \| \| \| \| \| \| \| \| \| \| \| \| \| \| \| \| \| \| \| \| \| \| \| \| \| \| \| \| \| \| \| \| \| \| \| 20. George Douglas, Señor de Angus \| \| \| \| \| \| \| \| \| \| \| \| \| \| \| \| \| \| \| \| \| \| \| \| \| \| \| \| \| \| \| \| \| \| \| \| \| \| \| \| \| \| \| \| \| \| \| \| \| \| \| \| \| \| 10. Archibald Douglas, VI conde de Angus \| \| \| \| \| \| \| \| \| \| \| \| \| \| \| \| \| \| \| \| \| \| \| \| \| \| \| \| \| \| \| \| \| \| \| \| \| \| \| \| \| \| \| \| \| \| \| \| \| \| \| \| \| \| 21. Elizabeth Drummond \| \| \| \| \| \| \| \| \| \| \| \| \| \| \| \| \| \| \| \| \| \| \| \| \| \| \| \| \| \| \| \| \| \| \| \| \| \| \| \| \| \| \| \| \| \| \| \| \| \| \| \| \| \| 5. Margarita Douglas \| \| \| \| \| \| \| \| \| \| \| \| \| \| \| \| \| \| \| \| \| \| \| \| \| \| \| \| \| \| \| \| \| \| \| \| \| \| \| \| \| \| \| \| \| \| \| \| \| \| \| \| \| \| 22. Enrique VII de Inglaterra (=26) \| \| \| \| \| \| \| \| \| \| \| \| \| \| \| \| \| \| \| \| \| \| \| \| \| \| \| \| \| \| \| \| \| \| \| \| \| \| \| \| \| \| \| \| \| \| \| \| \| \| \| \| \| \| 11. Margarita Tudor (=13) \| \| \| \| \| \| \| \| \| \| \| \| \| \| \| \| \| \| \| \| \| \| \| \| \| \| \| \| \| \| \| \| \| \| \| \| \| \| \| \| \| \| \| \| \| \| \| \| \| \| \| \| \| \| 23. Isabel de York (=27) \| \| \| \| \| \| \| \| \| \| \| \| \| \| \| \| \| \| \| \| \| \| \| \| \| \| \| \| \| \| \| \| \| \| \| \| \| \| \| \| \| \| \| \| \| \| \| \| \| \| \| \| \| \| 1. Jacobo I de Inglaterra y VI de Escocia \| \| \| \| \| \| \| \| \| \| \| \| \| \| \| \| \| \| \| \| \| \| \| \| \| \| \| \| \| \| \| \| \| \| \| \| \| \| \| \| \| \| \| \| \| \| \| \| \| \| \| \| \| \| 24. Jacobo III de Escocia \| \| \| \| \| \| \| \| \| \| \| \| \| \| \| \| \| \| \| \| \| \| \| \| \| \| \| \| \| \| \| \| \| \| \| \| \| \| \| \| \| \| \| \| \| \| \| \| \| \| \| \| \| \| 12. Jacobo IV de Escocia \| \| \| \| \| \| \| \| \| \| \| \| \| \| \| \| \| \| \| \| \| \| \| \| \| \| \| \| \| \| \| \| \| \| \| \| \| \| \| \| \| \| \| \| \| \| \| \| \| \| \| \| \| \| 25. Margarita de Dinamarca \| \| \| \| \| \| \| \| \| \| \| \| \| \| \| \| \| \| \| \| \| \| \| \| \| \| \| \| \| \| \| \| \| \| \| \| \| \| \| \| \| \| \| \| \| \| \| \| \| \| \| \| \| \| 6. Jacobo V de Escocia \| \| \| \| \| \| \| \| \| \| \| \| \| \| \| \| \| \| \| \| \| \| \| \| \| \| \| \| \| \| \| \| \| \| \| \| \| \| \| \| \| \| \| \| \| \| \| \| \| \| \| \| \| \| 26. Enrique VII de Inglaterra (=22) \| \| \| \| \| \| \| \| \| \| \| \| \| \| \| \| \| \| \| \| \| \| \| \| \| \| \| \| \| \| \| \| \| \| \| \| \| \| \| \| \| \| \| \| \| \| \| \| \| \| \| \| \| \| 13. Margarita Tudor (=11) \| \| \| \| \| \| \| \| \| \| \| \| \| \| \| \| \| \| \| \| \| \| \| \| \| \| \| \| \| \| \| \| \| \| \| \| \| \| \| \| \| \| \| \| \| \| \| \| \| \| \| \| \| \| 27. Isabel de York (=23) \| \| \| \| \| \| \| \| \| \| \| \| \| \| \| \| \| \| \| \| \| \| \| \| \| \| \| \| \| \| \| \| \| \| \| \| \| \| \| \| \| \| \| \| \| \| \| \| \| \| \| \| \| \| 3. María I de Escocia \| \| \| \| \| \| \| \| \| \| \| \| \| \| \| \| \| \| \| \| \| \| \| \| \| \| \| \| \| \| \| \| \| \| \| \| \| \| \| \| \| \| \| \| \| \| \| \| \| \| \| \| \| \| 28. René II de Lorena \| \| \| \| \| \| \| \| \| \| \| \| \| \| \| \| \| \| \| \| \| \| \| \| \| \| \| \| \| \| \| \| \| \| \| \| \| \| \| \| \| \| \| \| \| \| \| \| \| \| \| \| \| \| 14. Claudio I de Guisa \| \| \| \| \| \| \| \| \| \| \| \| \| \| \| \| \| \| \| \| \| \| \| \| \| \| \| \| \| \| \| \| \| \| \| \| \| \| \| \| \| \| \| \| \| \| \| \| \| \| \| \| \| \| 29. Felipa de Güeldres \| \| \| \| \| \| \| \| \| \| \| \| \| \| \| \| \| \| \| \| \| \| \| \| \| \| \| \| \| \| \| \| \| \| \| \| \| \| \| \| \| \| \| \| \| \| \| \| \| \| \| \| \| \| 7. María de Guisa \| \| \| \| \| \| \| \| \| \| \| \| \| \| \| \| \| \| \| \| \| \| \| \| \| \| \| \| \| \| \| \| \| \| \| \| \| \| \| \| \| \| \| \| \| \| \| \| \| \| \| \| \| \| 30. Francisco de Vendôme \| \| \| \| \| \| \| \| \| \| \| \| \| \| \| \| \| \| \| \| \| \| \| \| \| \| \| \| \| \| \| \| \| \| \| \| \| \| \| \| \| \| \| \| \| \| \| \| \| \| \| \| \| \| 15. Antonieta de Borbón-Vendome \| \| \| \| \| \| \| \| \| \| \| \| \| \| \| \| \| \| \| \| \| \| \| \| \| \| \| \| \| \| \| \| \| \| \| \| \| \| \| \| \| \| \| \| \| \| \| \| \| \| \| \| \| \| 31. María de Luxemburgo \| \| \| \| \| \| \| \| \| \| \| \| \| \| \| \| \| \| \| \| \| \| \| \| \| \| \| \| \| \| \| \| \| \| \| \| \| \| \| \| \| \| \| \| \| \| \| \| \| \| \| \| |                                           |  |  |  |  |  |  |  |  |  |  |  |  |  |  |  |
| |                                           |  |  |  |  |  |  |  |  |  |  |  |  |  |  |  |
| | 16. Mateo Estuardo, II conde de Lennox    |  |  |  |  |  |  |  |  |  |  |  |  |  |  |  |
| |                                           |  |  |  |  |  |  |  |  |  |  |  |  |  |  |  |
| |                                           |  |  |  |  |  |  |  |  |  |  |  |  |  |  |  |
| | 8. John Estuardo, III conde de Lennox     |  |  |  |  |  |  |  |  |  |  |  |  |  |  |  |
| |                                           |  |  |  |  |  |  |  |  |  |  |  |  |  |  |  |
| |                                           |  |  |  |  |  |  |  |  |  |  |  |  |  |  |  |
| | 17. Elizabeth Hamilton                    |  |  |  |  |  |  |  |  |  |  |  |  |  |  |  |
| |                                           |  |  |  |  |  |  |  |  |  |  |  |  |  |  |  |
| |                                           |  |  |  |  |  |  |  |  |  |  |  |  |  |  |  |
| | 4. Mateo Estuardo, IV conde de Lennox     |  |  |  |  |  |  |  |  |  |  |  |  |  |  |  |
| |                                           |  |  |  |  |  |  |  |  |  |  |  |  |  |  |  |
| |                                           |  |  |  |  |  |  |  |  |  |  |  |  |  |  |  |
| | 18. John Estuardo, I conde de Atholl      |  |  |  |  |  |  |  |  |  |  |  |  |  |  |  |
| |                                           |  |  |  |  |  |  |  |  |  |  |  |  |  |  |  |
| |                                           |  |  |  |  |  |  |  |  |  |  |  |  |  |  |  |
| | 9. Isabel Estuardo, condesa de Lennox     |  |  |  |  |  |  |  |  |  |  |  |  |  |  |  |
| |                                           |  |  |  |  |  |  |  |  |  |  |  |  |  |  |  |
| |                                           |  |  |  |  |  |  |  |  |  |  |  |  |  |  |  |
| | 19. Eleanor Sinclair                      |  |  |  |  |  |  |  |  |  |  |  |  |  |  |  |
| |                                           |  |  |  |  |  |  |  |  |  |  |  |  |  |  |  |
| |                                           |  |  |  |  |  |  |  |  |  |  |  |  |  |  |  |
| | 2. Enrique Estuardo, Lord Darnley         |  |  |  |  |  |  |  |  |  |  |  |  |  |  |  |
| |                                           |  |  |  |  |  |  |  |  |  |  |  |  |  |  |  |
| |                                           |  |  |  |  |  |  |  |  |  |  |  |  |  |  |  |
| | 20. George Douglas, Señor de Angus        |  |  |  |  |  |  |  |  |  |  |  |  |  |  |  |
| |                                           |  |  |  |  |  |  |  |  |  |  |  |  |  |  |  |
| |                                           |  |  |  |  |  |  |  |  |  |  |  |  |  |  |  |
| | 10. Archibald Douglas, VI conde de Angus  |  |  |  |  |  |  |  |  |  |  |  |  |  |  |  |
| |                                           |  |  |  |  |  |  |  |  |  |  |  |  |  |  |  |
| |                                           |  |  |  |  |  |  |  |  |  |  |  |  |  |  |  |
| | 21. Elizabeth Drummond                    |  |  |  |  |  |  |  |  |  |  |  |  |  |  |  |
| |                                           |  |  |  |  |  |  |  |  |  |  |  |  |  |  |  |
| |                                           |  |  |  |  |  |  |  |  |  |  |  |  |  |  |  |
| | 5. Margarita Douglas                      |  |  |  |  |  |  |  |  |  |  |  |  |  |  |  |
| |                                           |  |  |  |  |  |  |  |  |  |  |  |  |  |  |  |
| |                                           |  |  |  |  |  |  |  |  |  |  |  |  |  |  |  |
| | 22. Enrique VII de Inglaterra (=26)       |  |  |  |  |  |  |  |  |  |  |  |  |  |  |  |
| |                                           |  |  |  |  |  |  |  |  |  |  |  |  |  |  |  |
| |                                           |  |  |  |  |  |  |  |  |  |  |  |  |  |  |  |
| | 11. Margarita Tudor (=13)                 |  |  |  |  |  |  |  |  |  |  |  |  |  |  |  |
| |                                           |  |  |  |  |  |  |  |  |  |  |  |  |  |  |  |
| |                                           |  |  |  |  |  |  |  |  |  |  |  |  |  |  |  |
| | 23. Isabel de York (=27)                  |  |  |  |  |  |  |  |  |  |  |  |  |  |  |  |
| |                                           |  |  |  |  |  |  |  |  |  |  |  |  |  |  |  |
| |                                           |  |  |  |  |  |  |  |  |  |  |  |  |  |  |  |
| | 1. Jacobo I de Inglaterra y VI de Escocia |  |  |  |  |  |  |  |  |  |  |  |  |  |  |  |
| |                                           |  |  |  |  |  |  |  |  |  |  |  |  |  |  |  |
| |                                           |  |  |  |  |  |  |  |  |  |  |  |  |  |  |  |
| | 24. Jacobo III de Escocia                 |  |  |  |  |  |  |  |  |  |  |  |  |  |  |  |
| |                                           |  |  |  |  |  |  |  |  |  |  |  |  |  |  |  |
| |                                           |  |  |  |  |  |  |  |  |  |  |  |  |  |  |  |
| | 12. Jacobo IV de Escocia                  |  |  |  |  |  |  |  |  |  |  |  |  |  |  |  |
| |                                           |  |  |  |  |  |  |  |  |  |  |  |  |  |  |  |
| |                                           |  |  |  |  |  |  |  |  |  |  |  |  |  |  |  |
| | 25. Margarita de Dinamarca                |  |  |  |  |  |  |  |  |  |  |  |  |  |  |  |
| |                                           |  |  |  |  |  |  |  |  |  |  |  |  |  |  |  |
| |                                           |  |  |  |  |  |  |  |  |  |  |  |  |  |  |  |
| | 6. Jacobo V de Escocia                    |  |  |  |  |  |  |  |  |  |  |  |  |  |  |  |
| |                                           |  |  |  |  |  |  |  |  |  |  |  |  |  |  |  |
| |                                           |  |  |  |  |  |  |  |  |  |  |  |  |  |  |  |
| | 26. Enrique VII de Inglaterra (=22)       |  |  |  |  |  |  |  |  |  |  |  |  |  |  |  |
| |                                           |  |  |  |  |  |  |  |  |  |  |  |  |  |  |  |
| |                                           |  |  |  |  |  |  |  |  |  |  |  |  |  |  |  |
| | 13. Margarita Tudor (=11)                 |  |  |  |  |  |  |  |  |  |  |  |  |  |  |  |
| |                                           |  |  |  |  |  |  |  |  |  |  |  |  |  |  |  |
| |                                           |  |  |  |  |  |  |  |  |  |  |  |  |  |  |  |
| | 27. Isabel de York (=23)                  |  |  |  |  |  |  |  |  |  |  |  |  |  |  |  |
| |                                           |  |  |  |  |  |  |  |  |  |  |  |  |  |  |  |
| |                                           |  |  |  |  |  |  |  |  |  |  |  |  |  |  |  |
| | 3. María I de Escocia                     |  |  |  |  |  |  |  |  |  |  |  |  |  |  |  |
| |                                           |  |  |  |  |  |  |  |  |  |  |  |  |  |  |  |
| |                                           |  |  |  |  |  |  |  |  |  |  |  |  |  |  |  |
| | 28. René II de Lorena                     |  |  |  |  |  |  |  |  |  |  |  |  |  |  |  |
| |                                           |  |  |  |  |  |  |  |  |  |  |  |  |  |  |  |
| |                                           |  |  |  |  |  |  |  |  |  |  |  |  |  |  |  |
| | 14. Claudio I de Guisa                    |  |  |  |  |  |  |  |  |  |  |  |  |  |  |  |
| |                                           |  |  |  |  |  |  |  |  |  |  |  |  |  |  |  |
| |                                           |  |  |  |  |  |  |  |  |  |  |  |  |  |  |  |
| | 29. Felipa de Güeldres                    |  |  |  |  |  |  |  |  |  |  |  |  |  |  |  |
| |                                           |  |  |  |  |  |  |  |  |  |  |  |  |  |  |  |
| |                                           |  |  |  |  |  |  |  |  |  |  |  |  |  |  |  |
| | 7. María de Guisa                         |  |  |  |  |  |  |  |  |  |  |  |  |  |  |  |
| |                                           |  |  |  |  |  |  |  |  |  |  |  |  |  |  |  |
| |                                           |  |  |  |  |  |  |  |  |  |  |  |  |  |  |  |
| | 30. Francisco de Vendôme                  |  |  |  |  |  |  |  |  |  |  |  |  |  |  |  |
| |                                           |  |  |  |  |  |  |  |  |  |  |  |  |  |  |  |
| |                                           |  |  |  |  |  |  |  |  |  |  |  |  |  |  |  |
| | 15. Antonieta de Borbón-Vendome           |  |  |  |  |  |  |  |  |  |  |  |  |  |  |  |
| |                                           |  |  |  |  |  |  |  |  |  |  |  |  |  |  |  |
| |                                           |  |  |  |  |  |  |  |  |  |  |  |  |  |  |  |
| | 31. María de Luxemburgo                   |  |  |  |  |  |  |  |  |  |  |  |  |  |  |  |
| |                                           |  |  |  |  |  |  |  |  |  |  |  |  |  |  |  |
| |                                           |  |  |  |  |  |  |  |  |  |  |  |  |  |  |  |

## Descendencia
Entre 1593 y 1595, Jacobo tuvo por amante a Anne Murray, con posterioridad lady Glamis, de la que no tuvo descendencia conocida. De su matrimonio con Ana de Dinamarca hubo 9 hijos, de los que solo 3 llegaron a la edad adulta:
- Enrique Federico (1594 - 1612), duque de Rothesay desde su nacimiento y al subir su padre al trono inglés, duque de Cornualles (1603) y príncipe de Gales (1610).

- Un hijo (julio de 1595).

- Isabel (1596 - 1662), casada con Federico V, elector palatino del Rin y pretendiente al trono de Bohemia.

- Margarita de Inglaterra (24 de diciembre de 1598 - marzo de 1600), fallecida a los quince meses de edad.

- Carlos (1600 - 1649), nombrado duque de Albany (1603) y de York (1605); rey de Inglaterra como Carlos I, al suceder a su padre por la muerte de su hermano mayor. Ejecutado durante las guerras civiles inglesas.

- Roberto, duque de Kintyre (18 de enero de 1602 - 27 de mayo de 1602), fallecido a los cuatro meses de edad.

- Un hijo (1603).

- María (1605 - 1607).

- Sofía (1606).

## En la ficción
- Gunpowder, Treason & Plot, miniserie de la BBC de 2004, sobre la vida de María I de Escocia y Jacobo I de Inglaterra y VI de Escocia.
- Mary & George, protagonizada por Julianne Moore y Nicholas Galtzine, en 2024. Narra las intrigas en la corte alrededor del rey, al que le gusta rodearse de jovencitos.